# Mas de la Menadella
El mas de la Menadella és una construcció situada a la serra de la Menadella, ben a tocar de l'ermita de Sant Joaquim, al terme del Forcall (els Ports, País Valencià). Està catalogat com Bé d'Interès Cultural tal com queda reflectit a la Direcció General de Patrimoni Artístic, de la Generalitat Valenciana. Malgrat o potser per la seva declaració com a BIC genèrica, no presenta inscripció ministerial, tenint com a identificador el codi: 12.01.061-018.

## Història
El nucli poblacional del Forcall es pot remuntar al Neolític, encara que l'actual població del Forcall tingui el seu origen en unes alqueries àrabs, que van haver de ser conquerides l'any 1235 aproximadament, per les tropes de Gil Garcés d'Azagra i Benito de Torres, oficials de Blasco d'Alagó. El 2 de maig de 1264 el Forcall adquirí la categoria de vila, sota la jurisdicció Morella, procedint a la seva fortificació l'any 1361.
Al llarg dels anys, el Forcall es va enfrontar nombroses vegades a Morella, fins que finalment aconseguí la seva independència a 1691.
Va tenir una gran importància durant les guerres carlines, convertint-se en una zona per presoners, el Forcall va servir de presó a 3.000 presoners isabelins capturats pel general Cabrera.
D'altra banda, la dispersió i el repartiment de les terres que han estat típiques de la zona valenciana, ha donat lloc a la construcció en els pobles de les masies. El Forcall no és una excepció i al llarg del seu terme municipal es poden contemplar un gran nombre d'aquests masos on la gent habitava aquestes edificacions, conreava i treballava les terres que les envoltaven, tenien cura del bestiar i pasturaven els ramats…
Però amb l'arribada de la industrialització i la millora dels mitjans de comunicació es produeix un continu abandonament d'aquestes masies i fins i tot de pobles sencers, desplaçant la població a les ciutats a la recerca de millors oportunitats.
D'altra banda les millores en els sistemes productius així com en els tractors i mitjans de comunicació i treball en general van fer que l'agricultor pogués anar a viure a nuclis poblacionals que li permetessin tenir millors condicions de vida, com ara aigua corrent o llum elèctrica.
Els masos es transformen en simples explotacions ramaderes o bé són abandonats, conreant les terres properes.
Al Forcall queden molt pocs masos habitats, encara que tenen un paper fonamental en la vigilància de les terres. A més, aquesta forma de vida, al Forcall, ha deixat construccions d'importància artística considerable i que actualment estan catalogades com Bé d'Interès Cultural.
El Mas de la Menadella deu el seu nom a un topònim de més de 800 anys d'antiguitat, segons queda testimoniat a la Carta Pobla lliurada a Morella per Blasco d'Alagó a 1233. En l'esmentat document apareix "El Almenariella", topònim de marcat origen àrab que fa referència a fortalesa o talaia. Però, aquesta no és l'única denominació que apareix al llarg de la història, malgrat tot, en un document de l'any 1745 figura com "Casa Almenadella arrendat per D. de Miro a Juan i Esteban Dolz (32 CAFI ossos)".
El mas ha passat al llarg de la història per moltes mans, se sap pels estudis del padró de 1901, el de 1910 i el de 1936, que va estar habitat durant aquests anys per la família de Joaquín Dolz Barberà. De 1954 a 1962, estigué ocupat per la família masovera formada per Germán Segura, Modesta Castel i els seus fills: Primitiva, Roberto, Samuel i Antonio, que es traslladaven des del mas de Marianet. A partir d'aquest any i fins a 1975, va ser ocupat per una altra família de masovers, i, a partir d'aquest últim any no ha tingut cap altre casolà.

## Descripció artística
L'accés al mas es fa per un mur que presenta una porta de fusta. El conjunt està format per diverses edificacions, entre les quals destaca el que podria considerar l'edifici principal, el qual presenta uns blocs d'altures diferenciades. Es pot distingir a la zona on es troba la porta principal un bloc amb dues altures, encara que la resta de l'edificació presenta tres altures i estan caracteritzats per presentar un desnivell en el terreny, que fa necessari baixar per poder accedir-hi. Aquests últims es troba sobre els corrals que comunicaven amb l'interior de l'habitatge.
A l'habitatge es pot observar una cuina de grans dimensions, amb una Recuina també de grans dimensions, amb forn i celler. A la part superior de l'habitatge es troben les sales i les habitacions o alcoves. Finalment, a la tercera planta s'obre la falsa.
Les edificacions aprofiten el desnivell del terreny perquè la part del darrere present només una alçada de poques finestres i una única porta d'accés.Només es contemplen balcons a la façana principal.
La fàbrica de maçoneria, amb reforços en els cantons de carreus, els forjats són de fusta amb entrebigat. Tot el complex lliscat amb morter de calç.
Prop de la casa, hi ha l'ermita de Sant Joaquim de la Menadella, i el conegut com "peiró de Sant Joaquim", considerat el punt més alt del municipi del Forcall.